# Плотавец (Белгородская область)
Плотавец — село в Корочанском районе Белгородской области, административный центр Плотавского сельского поселения.

## География
Село Плотавец расположено в срединной части Белгородской области, в 9 км по прямой к северу от районного центра, города Корочи, в 48,2 км по прямой к северо-востоку от северо-восточных окраин города Белгорода.

## История

### Происхождение названия
Название села, возможно, — производное от диалектного «плота» — лог, балка. 

### Исторический очерк
Село было основано переселенцами из села Плоты Курской губернии в 1601 году. Население Плотавца заметно росло за счёт бежавших от боярского гнёта и смуты крестьян.
А 1817 году в селе была построена Николаевская церковь, закрытая в 1930-е годы и окончательно взорванная в 1950 году.
В 1868 году в Плотавце открыли 3-х классную церковно-приходскую школу.
По документам переписи 1885 года: Яблоновской волости село Плотавец — 271 двор, грамотных 216 мужчин и 4 женщины; без земельного надела всего 1 двор; 30 «промышленных заведений», 3 торговые лавки, кабак.
Упомянут Плотавец в справочнике «Россия...» (1902 год): «Около Корочи находятся очень людные селенья к северо-востоку верстах в 12 и 13: Плотавец с 2.600 жителей и Большое Яблоново с 7.200 жителей».
В 1932 году в Плотавском сельсовете Корочанского района было 2 села: Плотавец и Большой Колодезь, выселки Плотавские и 2 хутора: Плотавские дворы и Соловьев.
К концу 1950-х годов сельсовет вырос и изменил свой состав — 7 хуторов: Белый Колодец, Березовка, Дубовая Балка, Ивановка, Короткая Балка, Мочаки, Шлях.
В 1997 году село Плотавец — центр Плотавского сельского округа (2 села, 3 хутора) в Корочанском районе Белгородской области.

## Население
X ревизия (1857—1859 годы) записала в Плотавце «204 души мужскаго пола».
В 1885 году в Плотавце было 2292 жителя (1152 мужчины и 1140 женщин).
В 1902 году в селе было примерно 2600 жителей.
В 1932 году численность жителей села достигла 2722.
В 1979 году в Плотавце было 453 жителя, в 1989 году — 362 (152 мужчины и 210 женщин), в 1997 году — 185 личных хозяйств, 434 жителя.
| 2002 | 2010 |
| ---- | ---- |
| 490  | ↘449 |

## Инфраструктура
Осенью 1997 года открылась Плотавская муниципальная общеобразовательная школа среднего (полного) образования — «современный, отвечающий всем стандартам и нормам комплекс». 

## Интересные факты
До появления в XIX веке школы в Плотавце «дети обучались у церковного причта и черничек». Школа была основана в 1868 году «по инициативе земства, в память избавления от покушения на жизнь Александра II». Здание школы деревянное, под соломенной крышей, было построено сельским обществом в 1872 году. 
«Кроме классной комнаты имеется комната для библиотеки и раздевальни... Стены классной комнаты в углах мокнут, зимой холодно, печи топят соломой... На содержание школы общество отпускает около 200 рублей, не считая расходов по ремонту помещения, земство — 325 рублей, кроме расходов на учебные пособия».